# شهرستان نیازپتروفسکی
شهرستان نیازپتروفسکی (به لاتین: Nyazepetrovsky District) یک شهرستان در روسیه است که در استان چلیابینسک واقع شده‌است.